# 蒲生邸事件
『蒲生邸事件』（がもうていじけん、英語: Gamo-house Cases）は、宮部みゆきによる日本の小説。『サンデー毎日』1994年5月号から1995年6月号に連載され、1996年10月に毎日新聞社から刊行された。また、それをもとにしたテレビドラマ、ラジオドラマ。
蒲生大将の死にまつわる推理小説としての面と、タイムトリップを題材にしたSF小説としての面を併せ持つ長編小説である。1997年の第18回日本SF大賞を受賞、また時間旅行者の苦悩、歴史観の相対性を描き、第116回直木賞の候補に挙げられた。

## あらすじ
主人公・尾崎孝史は、大学受験に失敗し予備校受験のため上京したホテルで火災に遭遇、不気味な暗い雰囲気を漂わす同宿の中年男・平田に助けられる。しかし平田に連れられて避難した先は、二・二六事件真っ只中の戦前の東京であった。
ホテルが立っていた場所に当時あった蒲生憲之陸軍予備役大将の館に身を寄せた彼は、蒲生予備役大将の自決に遭遇する。第二次世界大戦へと走り始める当時の日本の将来を予言するかのように、「この国はいちど滅びるのだ」と遺書を残して自決したことで知られる蒲生予備役大将。現代に戻ることに失敗した孝史は、その場の状況から事件性を感じて犯人探しをはじめる。

## 登場人物
尾崎孝史（おざきたかし）
大学受験に失敗した高校生。予備校受験のため宿泊したホテルで火事に遭い、平田に助けられ昭和11年（1936年）2月26日に行きつく。平田に強要して現代に戻ろうとした結果、平田を意識不明の重態に追い込んでしまった。それまでは歴史に興味は無く、受験に必要な勉強しかしていないため、戦前の二・二六事件など日本が軍国主義に傾斜していく過程の事件や背景はもちろん、東條英機の名前すらも知らなかった。
平田次郎（ひらたじろう）
時間旅行の能力を伝える一族に生まれ、その能力が発現した男。この能力の発現者は体周辺の光が歪むことから、幼いころから周囲の人に「暗い」と嫌われる宿命を負う。自らの能力を「まがいものの神」として嫌っており、叔母の縁で時代を遡行して蒲生家に使用人として住み込む予定だった。「平田次郎」は昭和11年での名であり、現代での本名は不明。『ジュラシック・パーク』のようなSFX映画を好んでいる。
火災から逃れるため孝史を伴って昭和11年に時間遡行したが、回復する間もなく無理して孝史を現代に戻そうとして力尽き、意識不明の重態に陥る。
向田ふき（むこうだ ふき）
蒲生家の住み込みの女中。20歳。おっとりした性格だがてきぱきと雑務をこなすしっかり者で、怒っていても可愛らしく見えてしまうほど端麗な容姿をしている。平田の甥として蒲生邸に身を寄せた孝史の面倒を見る。貧しい小作人の家に生まれ、蒲生邸に雇われた事を感謝しており、芯の強さも持ち合わせている。陸軍に弟がいる。
ちゑ
蒲生家の住み込みの女中。ふきの先輩にあたるベテラン使用人。憲之の妻が蒲生家に嫁ぐときに一緒に来た。そのため、幼少のころから面倒を見た珠子を殊のほか可愛がっている。
蒲生貴之（がもうたかゆき）
蒲生憲之の長男。東京帝国大学卒。自決した父憲之のもとにいち早く駆けつけるが、この時の行動には不可解な面があった。ふきのような労働者階級をひいきしており、ふきやちえから頼りにされている。部外者であるにもかかわらず屋敷の事件に首を突っ込む孝史をうっとうしく思っており、孝史に対しては素気ない態度をとっている。憲之の死に際の模様を詮索する孝史を、腹違いの弟で所在不明の「輝樹」ではないかと疑っていた。
蒲生珠子（がもうたまこ）
蒲生貴之の妹。お嬢様気質で仕事中のふきに風呂敷をかぶせたりして遊ぶなどお転婆なところがあるが、実際は行動力と英知を兼ね備えている。容姿は蒲生憲之の故妻の生き写しであるといわれるほど似ている。憲之によりタクシー会社の社長子息との縁談を薦められ、本人は乗り気ではないが、憲之（父）を深く愛しているためお見合いを受けた。嘉隆や鞠江と対立しながらも気丈にふるまう。刺繍が趣味。
蒲生憲之（がもうのりゆき）
陸軍予備役大将。二・二六事件が勃発した日に、自宅で自決したと伝えられている。いわゆる「恩賜組」のエリートで、現役時代は真崎甚三郎や荒木貞夫と並ぶ陸軍皇道派の重鎮として知られていたが、昭和九年に病を得て予備役に退く。
退役後は独自の理念を展開したため、二・二六事件を引き起こした皇道派青年将校の中には「変節者」と非難する者もおり、蒲生邸を含む東京中枢部を占拠している決起軍への影響度は微妙となる。
蒲生嘉隆（がもうよしたか）
蒲生憲之の年の離れた弟で、石鹸問屋の社長。兄弟仲はあまり良くなく、かつては軍人の兄より羽振りが良かったが、軍国化の流れの中で兄と立場が逆転したことに不満を持っている。
鞠江（まりえ）
蒲生憲之の後妻（籍は入っていない）で、憲之が病に倒れた後に蒲生邸に住むようになった。本人は嘉隆の言うことを信じて嘉隆と駆け落ちする予定だった。
葛城悟郎（かつらぎごろう）
蒲生家とは古くから付き合いのある開業医。意識不明となった平田の診察のため蒲生邸を訪れ、貴之から憲之の自決を知らされる。蒲生家の内情に精通しており、孝史を憲之の隠し子で所在不明の「輝樹」ではないかと疑う。
黒井路子
故人。平田次郎の母方の叔母で、彼と同じく時間旅行能力の発現者。自身の能力に懐疑的な平田とは異なり、己の能力を誇りとしていた。普段は過去に遡行して生活しており、時おり現代に戻って血縁者に能力発現者が生まれていないか監視していた。
昭和九年に病院の看護人として蒲生憲之と出会い、退院した憲之の世話をするため蒲生邸に移った後に病死。珠子や鞠江からは「薄気味悪い」と敬遠されていた。彼女の縁で、平田は蒲生邸に使用人として採用される。
尾崎太平
孝史の父。北関東の貧しい家に生まれ、苦労の末に社員3人の零細企業ながら群馬県高崎市で「尾崎運輸」を営む。中卒の劣等感と過去の経験から「学が無い」ことがトラウマで、息子の大学進学を熱望している。
平松輝樹（ひらまつてるき）
所在不明となっている蒲生憲之の隠し子。孝史は物語中で何度か彼に間違われ素性を問われる。本人は登場せず名前が出てくるのみであるが、終章において彼の意外な経歴が語られている。

## 書誌
- 連載：『サンデー毎日』1994年5月号 - 1995年6月号
- 単行本：1996年10月[3]、毎日新聞社、ISBN 978-4-620-10551-2
- 新書版：1999年1月[4]、光文社カッパ・ノベルス、ISBN 978-4-334-07324-4
- 文庫版：2000年10月10日[5]、文春文庫、ISBN 978-4-16-754903-9
- 文庫版（前編）：2013年7月[6]、講談社青い鳥文庫、ISBN 978-4-06-285371-2
- 文庫版（後編）：2013年8月[7]、講談社青い鳥文庫、ISBN 978-4-06-285373-6
- 文庫新装版（上）：2017年11月10日[8]、文春文庫、ISBN 978-4-16-790957-4
- 文庫新装版（下）：2017年11月10日[9]、文春文庫、ISBN 978-4-16-790958-1

## テレビドラマ
東映の映画スタッフによりMUSE方式のハイビジョンで製作され、1998年11月26日にハイビジョン試験放送にて放送されたドラマ。
2000年3月11日には、NHK総合で再放送された。

### キャスト
- 尾崎孝史 - いしだ壱成
- 平田次郎 - 西村雅彦
- 向田ふき - 奥菜恵
- 蒲生憲之 - 江守徹
- 蒲生貴之 - 原田龍二
- 蒲生珠子 - 細川直美
- 黒井路子 - 萬田久子 : 平田次郎の姉

### スタッフ
- 脚本 - 青柳祐美子
- 演出・監督 - 澤井信一郎
- プロデューサー - 金丸哲也（東映）

## ラジオドラマ
1999年2月15日 - 2月26日までのNHK-FM放送『青春アドベンチャー』枠で、全10回のドラマとして放送された。また、2002年、2011年に再放送されている。

### キャスト（ラジオドラマ）
- 尾崎孝史 - 林泰文
- 平田次郎 - 石立鉄男
- 向田ふき - 白島靖代
- 蒲生貴之 - 萩原聖人
- 蒲生珠子 - 佐伯日菜子
- 蒲生嘉隆 - 岡本富士太
- 鞠江 - 高林由紀子
- 葛城医師 - 村松克巳
- 黒井路子 - 五月春子
- ちえ - 関えつ子
- 孝史の父 - 佐藤輝
- 尾崎恵美子 - 渡部智美
- 堀井ふき - 宮内順子
- ホテルのフロント係 - せんだみつお
- リポーター - 山本桂子
- 映画館の客 - 石原勝也、須藤香代子
- 場内アナウンス、兵隊 - 亀井俊彦
- 兵隊 - 足立龍弥
- 通行人 - 春延朋也
- 予備校生 - 千葉進歩、八戸優

### スタッフ（ラジオドラマ）
- 脚色 - 関澄一輝
- 演出 - 佐々木正之
- 制作統括 - 松本順
- 技術 - 小倉善二
- 音響効果 - 原大輔
- 選曲 - 伊藤守恵